# Titularbistum Telde

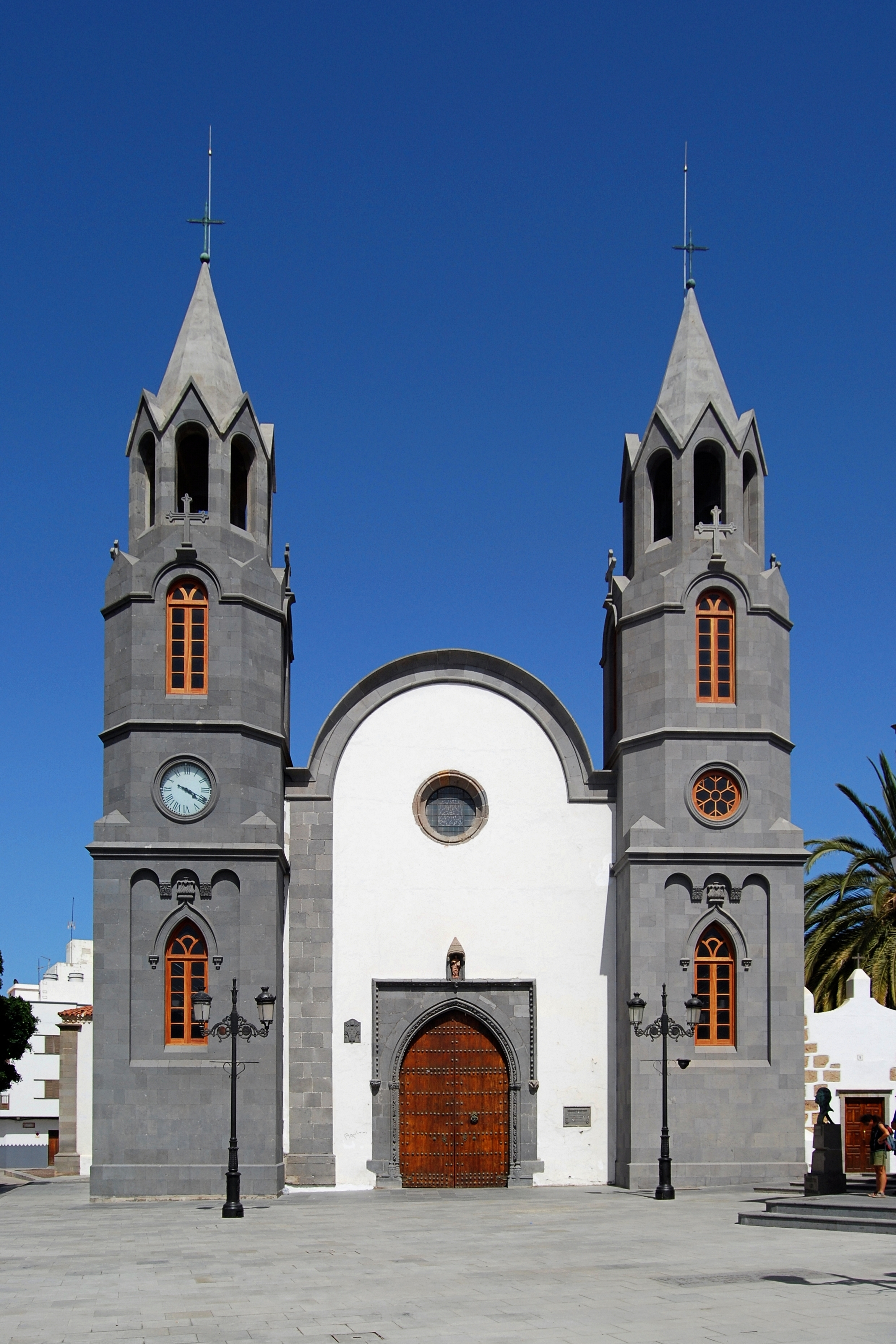
Pfarrkirche San Juan Bautista in Telde, Gran Canaria

Das Bistum Telde (lateinisch Dioecesis Teldensis) ist ein Titularbistum der römisch-katholischen Kirche.
Es geht zurück auf einen untergegangenen Bischofssitz in der Stadt Telde auf der kanarischen Insel Gran Canaria. 
| Titularbischöfe von Telde |                                                    |                                                                    |                    |             |
| Nr.                       | Name                                               | Amt                                                                | von                | bis         |
| 1                         | William Aquin Carew Titularerzbischof pro hac vice | Apostolischer Nuntius                                              | 27. November 1969  | 8. Mai 2012 |
| 2                         | Giampiero Gloder Titularerzbischof pro hac vice    | Präsident der Päpstlichen Diplomatenakademie Apostolischer Nuntius | 21. September 2013 |             |